# Eumannia lactearia
Eumannia lactearia là một loài bướm đêm trong họ Geometridae.